# Йорданка Чангова
Йорданка Иванова Чангова е българска археоложка, специалист по средновековна археология, ръководила проучванията на Ловешката и Пернишката крепост.

## Биография
Родена е на 10 юли 1920 г. в Свищов. Внучка е на Стамен Иванов Чангов, който е единственият опълченец от Ботевград в боевете на Шипка. От 1941 до 1943 г. е учителка, а в периода 1944 – 1950 г. работи във Военната киностудия. През 1948 г. завършва археология в Софийския университет. През 1959 г. специализира в Санкт Петербург и Москва. От 1950 г. е научен сътрудник, а през 1962 г. става старши научен сътрудник в Археологическия институт с музей при Българска академия на науките. Участва в археологическите разкопки на Севтополис в езерото на яз. „Копринка“ (1950-1954 г.), в м. „Кайлъка“ - Плевен, на Плиска, на южните крепостни съоръжения при входа на Несебър (1965-1966 г.), постоянен член на екипа, изследвал Велики Преслав (1957-1973 г.), разкрива раннохристиянската трикорабна базилика при с. Ракитово. Ръководи разкриването на средновековните градове Перник и Ловеч. Умира на 7 юни 2000 г. в София.

## Публикации
Ловеч
- Чангова, Й. 2006. Ловеч – цитаделата на средновековния град XII-XIV в. София : Военно издателство.

Перник
- Чангова, Й. 1963. Проучвания в крепостта Перник. Археология, 5, №3, 65 – 73.
- Чангова, Й. 1968. Археологически проучвания на Пернишката крепост. – Известия на българското историческо дружество, кн. 26, 123 – 136.
- Чангова, Й. 1976. Средновековен Перник. – Векове, №4, 5 – 12.
- Чангова, Й. 1982. Строителство и строителни традиции в Перник (VIІІ-XIІ в.). – В: България 1300. Институции и държавна традиция. Т.П.С., 263 – 269.
- Чангова, Й. 1989. Средновековният град (фрурион) Перник. – В: Музейното дело в Пернишко. Резюмета на доклади за конференция, посветена на 60-годишнината от обявяването на Перник за град. София, 5 – 9.
- Чангова, Й. et al. 1981. Перник. Т. 1. Поселищен живот на хълма Кракра от 5 хил. пр. н. е. до VI в. от н. е.
- Чангова, Й. et al. 1983. Перник. Т. 2. Крепостта VIІІ–XІV в. София
- Чангова, Й. et al. 1992. Перник. Т. 3. Крепостта VІІІ–XIV в. София

Севтополис
- Чангова, Й. 1972. Средновековното селище над тракийския град Севтополис, XI-XIV век, София

Други
- Чангова, Й. 1975. Към въпроса за устройството на средновековния български град (IX-XIV в.).—В: Архитектурата на Първата и Втората българска държава. София: БАН, 79 – 101.